# Rəşad Əhmədov
Rəşad Asif oğlu Əhmədov (ur. 5 stycznia 1981 w Yevlax) – azerski zawodnik taekwondo, dwukrotny uczestnik letnich igrzysk olimpijskich, dwukrotny medalista mistrzostw świata, czterokrotny medalista mistrzostw Europy.
W 2004 i 2008 roku uczestniczył w letnich igrzyskach olimpijskich. W Atenach zajął czwarte miejsce w kategorii wagowej do 80 kg. W Pekinie w tej samej konkurencji uplasował się na piątym miejscu.
Dwukrotnie stanął na podium mistrzostw świata w taekwondo. W 2003 roku, na mistrzostwach w Garmisch-Partenkirchen, zdobył brązowy medal w kategorii do 72 kg, a na mistrzostwach w Kopenhadze w 2009 roku został brązowym medalistą w kategorii do 80 kg.
Czterokrotnie został medalistą mistrzostw Europy. W 2002 roku, na mistrzostwach w Samsun, zdobył srebrny medal w kategorii do 72 kg. W 2004 roku w Lillehammer oraz rok później w Rydze wywalczył brąz w kategorii do 78 kg. W tej samej kategorii został wicemistrzem kontynentu w 2006 roku w Bonn.
W 2001 roku został wojskowym mistrzem świata w Woensdrecht w kategorii do 72 kg. Na podium wojskowych mistrzostw stanął jeszcze w 2002 roku w Fort Hood, zajmując 3. miejsce w kategorii do 72 kg.